# Sven Reese
Sven Reese (* 1976 in Stendal) ist ein deutscher Schauspieler.

## Leben
Sven Reese wurde in Stendal geboren und wuchs dort auf.
Nach seinem Schulabschluss absolvierte er seine Schauspielausbildung an der Hochschule für Musik und Theater Hamburg. Als Bühnendarsteller trat er in mehreren Theaterstücken auf, so unter anderem auch am Theater der Jungen Welt. Seit 2012 hat Reese als Schauspieler vor der Kamera in mehreren Film-und-Fernsehproduktionen mitgewirkt.
Er gehörte mehrere Jahre zum Ensemble des Theater Paderborn – Westfälische Kammerspiele und des Theater der Jungen Welt, in diesem er unter anderen die historische Rolle des Adolf Hitler im Theaterstück zu dessen Buch Mein Kampf darstellte.
Er lebt in Leipzig.

## Filmografie (Auswahl)
- 2012: Die weiße Mücke (Kurzfilm)
- 2019: Schloss Einstein (Fernsehserie, 2 Folgen)
- 2021: Polizeiruf 110: An der Saale hellem Strande
- 2023: Einspruch, Schatz! – Unter Vätern

## Theater (Auswahl)
- 1999: Rebellion am Sonntag, Regie: Wolf Bunge, Freie Kammerspiele Magdeburg
- 2000: Unter der Gürtellinie, Regie: Gerald Fiedler, Freie Kammerspiele Magdeburg
- 2001:	Die kleine Zauberflöte, Regie: Merula Steinhardt-Unseld, Theater Paderborn
- 2003: In der Bar zum Krokodil, Regie: Helga Wolf, Theater Paderborn
- 2003: Helden wie wir, Regie: Tim Heilmann, Theater Paderborn
- 2004: Die Kuh Rosmarie, Regie: Stephanie Jänsch, Theater Paderborn
- 2004: Tod eines Handlungsreisenden, Regie: Irmgard Lübke, Theater Paderborn
- 2004: Kabale und Liebe, Regie: Ulrich Hüni, Theater Paderborn
- 2010: So rot wie Blut, Regie: Tatjana Rese, Theater der Jungen Welt
- 2010: Wir alle für immer zusammen, Regie: Stephan Beer, Theater der Jungen Welt
- 2012: Mein Kampf, Regie: Jürgen Zielinski, Theater der Jungen Welt
- 2014: 2 Uhr 14, Regie: Ronny Jakubaschk, Theater der Jungen Welt
- 2014: Die Grönholm-Methode, Regie: Jürgen Zielinski, Theater der Jungen Welt
- 2016:	Der Sturm – Lost in the Game, Regie: Jan Jochymski, Theater der Jungen Welt
- 2016:	Das Abschiedsdinner, Regie: Jürgen Zielinski, Theater der Jungen Welt
- 2018:	Kabale und Liebe, Regie: Jürgen Zielinski, Theater der Jungen Welt
- 2019:	Die Geiselnahme, Regie: Jürgen Zielinski, Theater der Jungen Welt
- 2021: Das Abschiedsdinner, Regie: Oliver Seidel, Kollektiv Schluss mit ohne
- 2021: Passenger Processing, Regie: Jens-Erwin Siemssen, Das Letzte Kleinod
- 2021–2022: Der Katze ist es ganz egal, Regie: Katja Lehmann, Theater der Jungen Welt
- 2022: Die große Wette, Regie: Stefan Kaminsky und Henriette Lippold, LANDschafftTHEATER Bad Düben
- seit 2022: Die Feuerzangenbowle, Regie: Mathias Engel und Irene Holzfurtner, Komödie Leipzig
- 2023: Über den Zaun, Regie: Jens-Erwin Siemssen, Das Letzte Kleinod
- 2024: Hotel Lunik, Regie: Jens-Erwin Siemssen, Das Letzte Kleinod